# Europese kampioenschappen indooratletiek 1987
De Europese kampioenschappen indooratletiek 1987 werden van 21 tot en met 22 februari 1987 gehouden in het Stade Couvert Régional in de Franse stad Liévin. Het was de derde maal dat de kampioenschappen in Frankrijk gehouden werden.

## Medailles

### Mannen
| Onderdeel            | Goud                               | Goud     | Zilver                            | Zilver   | Brons                                                  | Brons    |
| -------------------- | ---------------------------------- | -------- | --------------------------------- | -------- | ------------------------------------------------------ | -------- |
| 60 m                 | Marian Woronin Polen               | 6,51     | Pierfrancesco Pavoni Italië       | 6,58     | František Ptáčník Tsjecho-SlowakijeAntonio Ullo Italië | 6,61     |
| 200 m                | Bruno Marie-Rose Frankrijk         | 20,36    | Vladimir Krylov Sovjet-Unie       | 20,53    | John Regis Verenigd Koninkrijk                         | 20,54    |
| 400 m                | Todd Bennett Verenigd Koninkrijk   | 46,81    | Momchil Kharizanov Bulgarije      | 45,98    | Paul Harmsworth Verenigd Koninkrijk                    | 46,92    |
| 800 m                | Rob Druppers Nederland             | 1.48,12  | Vladimir Graoedyn Sovjet-Unie     | 1.49,14  | Ari Suhonen Finland                                    | 1.49,56  |
| 1500 m               | Han Kulker Nederland               | 3.44,79  | Jens-Peter Herold Oost-Duitsland  | 3.45,36  | Klaus-Peter Nabein West-Duitsland                      | 3.45,84  |
| 3000 m               | José Luis González Spanje          | 7.52,27  | Dieter Baumann West-Duitsland     | 7.53,93  | Pascal Thiébaut Frankrijk                              | 7.54,03  |
| 60 m horden          | Arto Bryggare Finland              | 7,59     | Colin Jackson Verenigd Koninkrijk | 7,63     | Nigel Walker Verenigd Koninkrijk                       | 7,65     |
| 5000 m snelwandelen  | Jozef Pribilinec Tsjecho-Slowakije | 19.08,44 | Ronald Weigel Oost-Duitsland      | 19.08,93 | Roman Mrázek Tsjecho-Slowakije                         | 19.10,77 |
| Verspringen          | Robert Emmian Sovjet-Unie          | 8,49     | Giovanni Evangelisti Italië       | 8,26     | Christian Thomas West-Duitsland                        | 8,12     |
| Hink-stap-springen   | Serge Hélan Frankrijk              | 17,15    | Khristo Markov Bulgarije          | 17,12    | Mykola Moesiënko Sovjet-Unie                           | 17,00    |
| Hoogspringen         | Patrik Sjöberg Zweden              | 2,38     | Carlo Thränhardt West-Duitsland   | 2,36     | Hennadi Avdjejenko Sovjet-Unie                         | 2,36     |
| Polsstokhoogspringen | Thierry Vigneron Frankrijk         | 5,85     | Ferenc Salbert Frankrijk          | 5,85     | Marian Kolasa Polen                                    | 5,80     |
| Kogelstoten          | Ulf Timmermann Oost-Duitsland      | 22,19    | Werner Günthör Zwitserland        | 21,53    | Sergej Smirnov Sovjet-Unie                             | 20,97    |

### Vrouwen
| Onderdeel           | Goud                              | Goud     | Zilver                             | Zilver   | Brons                                                | Brons    |
| ------------------- | --------------------------------- | -------- | ---------------------------------- | -------- | ---------------------------------------------------- | -------- |
| 60 m                | Nelli Cooman Nederland            | 7,01     | Anelia Nuneva Bulgarije            | 7,06     | Marlies Göhr Oost-Duitsland                          | 7,12     |
| 200 m               | Kirsten Emmelmann Oost-Duitsland  | 23,10    | Blanca Lacambra Spanje             | 23,19    | Marie-Christine Cazier Frankrijk                     | 23,40    |
| 400 m               | Maria Pinihina Sovjet-Unie        | 51,27    | Gisela Maria Kinzel West-Duitsland | 52,29    | Cristina Pérez Spanje                                | 52,63    |
| 800 m               | Christine Wachtel Oost-Duitsland  | 1.59,89  | Sigrun Wodars Oost-Duitsland       | 2.00,50  | Ljoebov Tsjoma Sovjet-Unie                           | 2.01,85  |
| 1500 m              | Sandra Gasser Zwitserland         | 4.08,76  | Svetlana Kitova Sovjet-Unie        | 4.09,01  | Ivana Walterová Tsjecho-Slowakije                    | 4.09,99  |
| 3000 m              | Yvonne Murray Verenigd Koninkrijk | 8.46,06  | Elly van Hulst Nederland           | 8.51,40  | Brigitte Kraus West-Duitsland                        | 8.53,01  |
| 60 m horden         | Yordanka Donkova Bulgarije        | 7,79     | Gloria Siebert Oost-Duitsland      | 7,89     | Ginka Zagorcheva Bulgarije                           | 7,92     |
| 3000 m snelwandelen | Natalja Dmitrosjenko Sovjet-Unie  | 12.57,59 | Giuliana Salce Italië              | 12.59,11 | Monica Gunnarsson Zweden                             | 13.06,46 |
| Verspringen         | Heike Drechsler Oost-Duitsland    | 7,12     | Galina Tsjistjakova Sovjet-Unie    | 6,89     | Jelena Belevskaja Sovjet-Unie                        | 6,76     |
| Hoogspringen        | Stefka Kostadinova Bulgarije      | 1,97     | Tamara Bykova Sovjet-Unie          | 1,94     | Susanne Beyer Oost-DuitslandElżbieta Trylińska Polen | 1,91     |
| Kogelstoten         | Natalja Achremenko Sovjet-Unie    | 20,84    | Heidi Krieger Oost-Duitsland       | 20,02    | Heike Hartwig Oost-Duitsland                         | 20,00    |

### Medailleklassement
| Plaats | Land                | Goud | Zilver | Brons | Totaal |
| 1      | Sovjet-Unie         | 4    | 5      | 5     | 14     |
| 2      | Oost-Duitsland      | 4    | 5      | 3     | 12     |
| 3      | Frankrijk           | 3    | 1      | 2     | 6      |
| 4      | Nederland           | 3    | 1      | 0     | 4      |
| 5      | Bulgarije           | 2    | 3      | 1     | 6      |
| 6      | Verenigd Koninkrijk | 2    | 1      | 3     | 6      |
| 7      | Spanje              | 1    | 1      | 1     | 3      |
| 8      | Zwitserland         | 1    | 1      | 0     | 2      |
| 9      | Tsjecho-Slowakije   | 1    | 0      | 3     | 4      |
| 10     | Polen               | 1    | 0      | 2     | 3      |
| 11     | Finland             | 1    | 0      | 1     | 2      |
| 11     | Zweden              | 1    | 0      | 1     | 2      |
| 13     | West-Duitsland      | 0    | 3      | 3     | 6      |
| 14     | Italië              | 0    | 3      | 1     | 4      |
| Totaal | Totaal              | 24   | 24     | 26    | 74     |

1970 ·
1971 ·
1972 ·
1973 ·
1974 ·
1975 ·
1976 ·
1977 ·
1978 ·
1979 ·
1980 ·
1981 ·
1982 ·
1983 ·
1984 ·
1985 · 
1986 · 
1987 · 
1988 · 
1989 · 
1990 · 
1992 · 
1994 · 
1996 · 
1998 · 
2000 · 
2002 · 
2005 · 
2007 · 
2009 ·
2011 ·
2013 ·
2015 ·
2017 ·
2019 ·
2021 ·
2023 ·
2025
Belgische medaillewinnaars · Nederlandse medaillewinnaars